# Laboratoire P4
Pour les articles homonymes, voir P4.

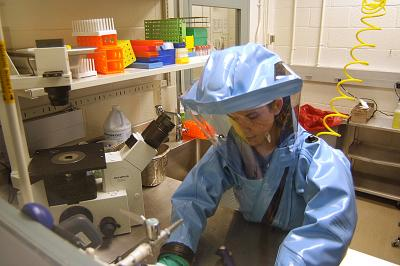
Intérieur d'un laboratoire P4.

La classification P4 d'un laboratoire signifie « pathogène de classe 4 » et le rend susceptible d'abriter des micro-organismes très pathogènes. Dans le monde, les laboratoires de ce type sont également nommés « BSL 4 », de l'anglais : biosafety level 4.
Ces agents de classe 4 sont caractérisés par leur haute dangerosité (taux de mortalité très élevé en cas d'infection), l'absence de vaccin protecteur, l'absence de traitement médical efficace, et la transmission possible par aérosols. La protection maximale exigée pour manipuler ces germes est désignée par le sigle NSB4 (niveau de sécurité biologique 4).

## Spécificités
Les laboratoires P4 de sécurité maximale présentent deux grandes spécificités : ils sont totalement hermétiques et constitués de plusieurs sas de décontaminations et de portes étanches, les effluents liquides sont décontaminés chimiquement et stérilisés à la vapeur ; ils disposent aussi de sécurités anti-incendie (on prive l'incendie de son comburant oxygène en injectant un gaz inerte) couplées à des détecteurs de fumées.
Ces laboratoires assurent une protection optimale des chercheurs travaillant dans leurs enceintes. Pour y pénétrer, les personnes accréditées doivent prendre une douche, revêtir un scaphandre (sous pression positive de telle sorte qu'en cas de déchirure accidentelle de la combinaison scaphandre, l'air sortira du scaphandre, plutôt que d'y rentrer, évitant ainsi toute contamination) relié à l'une des prises fournissant de l'air dont le renouvellement est totalement indépendant de l'atmosphère du laboratoire ; quand elles sortent du laboratoire, elles prennent une douche au phénol revêtues de leurs scaphandres. Des caméras surveillent continuellement l'activité du laboratoire ; le personnel ne rentre jamais seul à l'intérieur du laboratoire. Dans le poste central de sécurité doit se trouver une personne habilitée à entrer en zone P4, qui pourra ainsi intervenir en zone en cas de problème éventuel (malaise, accident divers…).
Leur emplacement doit se faire en zone protégée (pour éviter les accidents), loin des risques géopolitiques (pour éviter le terrorisme politique), loin de la foule (en cas d'accident).

## Principaux agents pathogènes de classe 4
Les principaux agents de classe 4 sont des virus générant :
- soit des fièvres hémorragiques, à savoir Ebola, Marburg, Lassa, Congo-Crimée,
- soit des maladies infectieuses à haut pouvoir de dissémination et à haut taux de mortalité, par exemple la variole, l'infection à virus Nipah et aux autres Henipavirus, etc.

## Origine des laboratoires P4
La création des laboratoires P4 est la conséquence directe de l'incident de laboratoire survenu en Allemagne de l'Ouest en 1967 à Marbourg, à l'usine Behring, qui produisait des vaccins à partir des cellules rénales prélevées sur des singes verts d'Afrique. Des chercheurs ont ainsi été contaminés par le virus Marburg qui a provoqué une fièvre hémorragique, apparenté au virus Ebola ; celui-là était moins pathogène que ce dernier, mais il fit toutefois 7 morts sur 31 contaminés.
L'un de ces premiers laboratoires P4 fut le CDC (Center for Disease Control, ou en français : Centre de contrôle des maladies) à Atlanta aux États-Unis.

## Localisation
Il existe dans le monde plusieurs laboratoires de classe P4,, :
| Pays               | Localisation               | Institution |
| ------------------ | -------------------------- | --- |
| Afrique du Sud     | Johannesbourg              | National Institute for Communicable Diseases |
| Allemagne          | Berlin                     | Institut Robert-Koch |
| Allemagne          | Hambourg                   | Institut Bernhard-Nocht de médecine tropicale |
| Allemagne          | Greifswald                 | Institut Friedrich-Loeffler |
| Allemagne          | Marbourg                   | Université de Marbourg, Institut de virologie |
| Argentine          | Buenos Aires               | Servicio Nacional de Sanidad y Calidad Agroalimentaria (en) (SENASA)                                                                             |
| Australie          | Geelong                    | Australian Animal Health Laboratory |
| Australie          | Brisbane                   | Queensland Health Forensic and Scientific Services                                                                                               |
| Australie          | Melbourne                  | Victoria Infectious Diseases Reference Laboratory (VIDRL)                                                                                        |
| Australie          | Sydney                     | Centre for Infectious Diseases and Microbiology Laboratory Service (CIDMLS) et The Institute for clinical Pathology and Medical Research (ICPMR) |
| Biélorussie        | Minsk                      | Republican Research and Practical Center for Epidemiology and Microbiology (RRPCEM)                                                              |
| Brésil             | Pedro Leopoldo             | Laboratório Nacional Agropecuário du Minas Gerais (LANAGRO MG)                                                                                   |
| Canada             | Winnipeg                   | Centre scientifique canadien de santé humaine et animale                                                                                         |
| Chine              | Harbin                     | Laboratoire de l'Institut de recherche vétérinaire de Harbin                                                                                     |
| Chine              | Wuhan                      | Laboratoire de l'Institut de virologie de Wuhan                                                                                                  |
| Corée du Sud       | Cheongju                   | Centres coréens de contrôle et de prévention des maladies                                                                                        |
| États-Unis         | Atlanta                    | Centres pour le contrôle et la prévention des maladies (CDC)                                                                                     |
| États-Unis         | Atlanta                    | Center for Biotechnology and Drug Design, Georgia State University                                                                               |
| États-Unis         | Fort Detrick               | U.S. Army Medical Research Institute of Infectious Diseases (USAMRIID (en))                                                                      |
| États-Unis         | Galveston                  | Center for Biodefense and Emerging Infectious Diseases, University of Texas Medical Branch                                                       |
| États-Unis         | Hamilton                   | NIAID Rocky Mountain Laboratories |
| États-Unis         | San Antonio                | Southwest Foundation for Biomedical Research |
| France             | Gerland, Lyon              | Laboratoire Jean Mérieux de l'Institut national de la santé et de la recherche médicale (Inserm)                                                 |
| France             | Vert-le-Petit, Essonne     | Laboratoire de la DGA, au sein du centre « DGA Maîtrise NRBC »                                                                                   |
| France             | Brétigny-sur-Orge, Essonne | Laboratoire de l'Institut de recherche biomédicale des armées, SSA                                                                               |
| Gabon              | Franceville                | Centre international de recherches médicales de Franceville (CIRMF)                                                                              |
| Hongrie            | Budapest                   | Országos Epidemiológiai Központ (hu) (Centre national d'épidémiologie)                                                                           |
| Hongrie            | Pécs                       | Szentágothai János Kutatóközpont de l'Université de Pécs                                                                                         |
| Inde               | Bhopal                     | Indian Council of Agricultural Research (en) |
| Inde               | Hyderabad                  | Centre de biologie cellulaire et moléculaire d'Hyderabad                                                                                         |
| Inde               | Pune                       | National Institute of Virology (en), |
| Italie             | Rome                       | Lazzaro Spallanzani National Institute for Infectious Diseases (en)                                                                              |
| Italie             | Milan                      | Hôpital Luigi-Sacco (it) |
| Japon              | Tokyo                      | National Institute of Infectious Diseases (NIID), Département de virologie I                                                                     |
| République tchèque | Těchonín                   | Centrum biologické ochrany Těchonín (Centre de protection biologique)                                                                            |
| Royaume-Uni        | Londres                    | Centre for Infections, Health Protection Agency                                                                                                  |
| Royaume-Uni        | Salisbury                  | Centre for Emergency Preparedness and Response, Health Protection Agency                                                                         |
| Russie             | Koltsovo                   | Centre national de recherche en virologie et biotechnologie VEKTOR                                                                               |
| Russie             | Kirov                      | Institute of Microbiology, Russian Ministry of Defense                                                                                           |
| Russie             | Serguiev Possad, Moscou    | Virological Center of the Institute of Microbiology, Russian Ministry of Defense                                                                 |
| Suède              | Solna, Stockholm           | Swedish Institute for Communicable Disease Control                                                                                               |
| Suisse             | Genève                     | Hôpitaux universitaires de Genève |
| Suisse             | Mittelhäusern, Köniz       | Institut de virologie et immunologie (IVI) |
| Suisse             | Spiez                      | Laboratoire de Spiez de l'Office fédéral de la protection de la population                                                                       |
| Suisse             | Zurich                     | Institut de virologie médicale de l'Université de Zurich                                                                                         |
| Taïwan             | Taipei                     | Laboratoire de recherche médicale de la défense nationale (國防醫學院預防醫學研究所)                                                             |